# Самджер (футбольний клуб)
Футбольний клуб «Самджер» (англ. Samger Football Club) — гамбійський футбольний клуб із міста Серекунда. Клуб був заснований у 2003 році. До 2024 року «Самджер» грав у Першому дивізіоні ліги Гамбії, проте за підсумками сезону 2023—2024 років вибув із найвищого дивізіону. Клуб грає домашні матчі на стадіоні «Серекунда Іст Міні Стейдіум» місткістю 5 тисяч глядачів.

## Титули і досягнення
- Володар Суперкубка Гамбії (1): 2008